# Complesso parrocchiale di Lampaul-Guimiliau

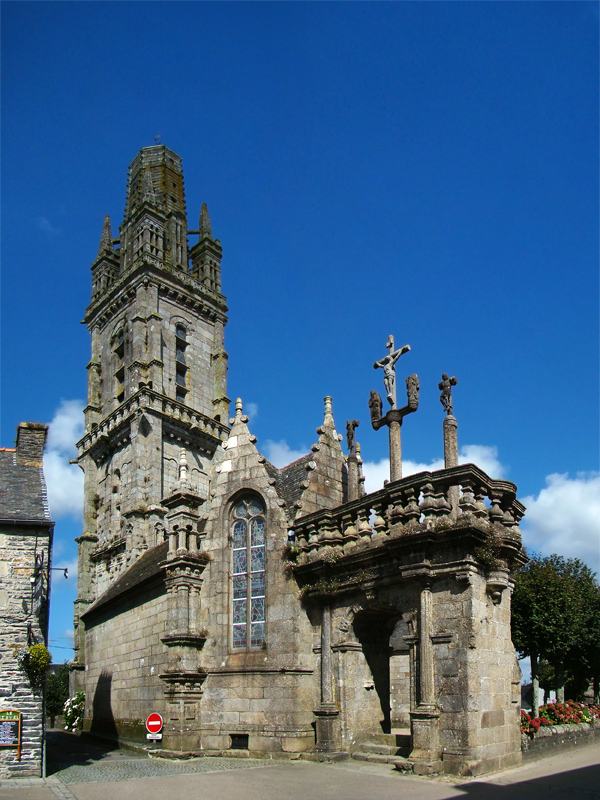
Lampaul-Guimiliau (Bretagna): il complesso parrocchiale (enclos paroissial)

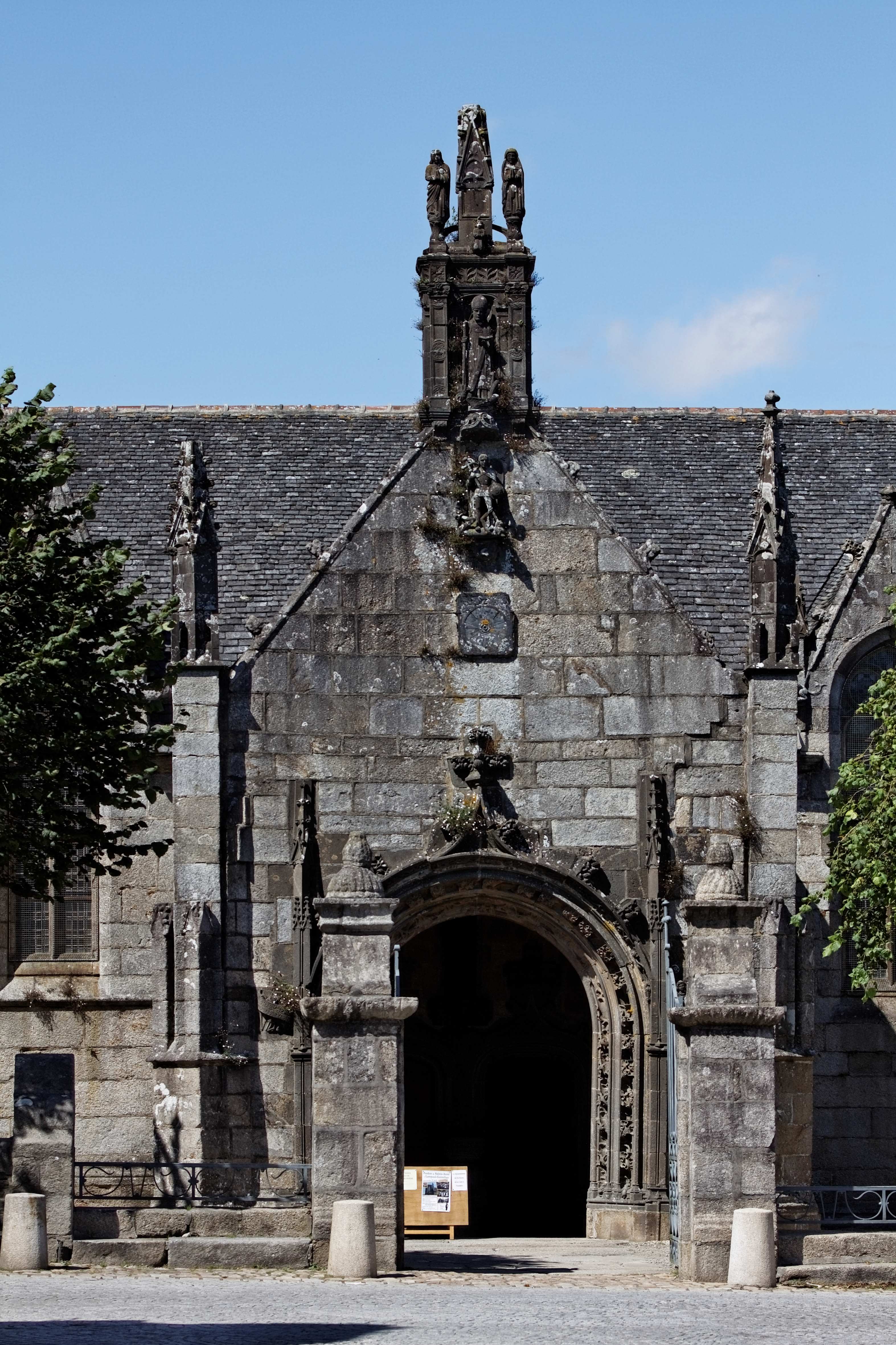
Ingresso della chiesa

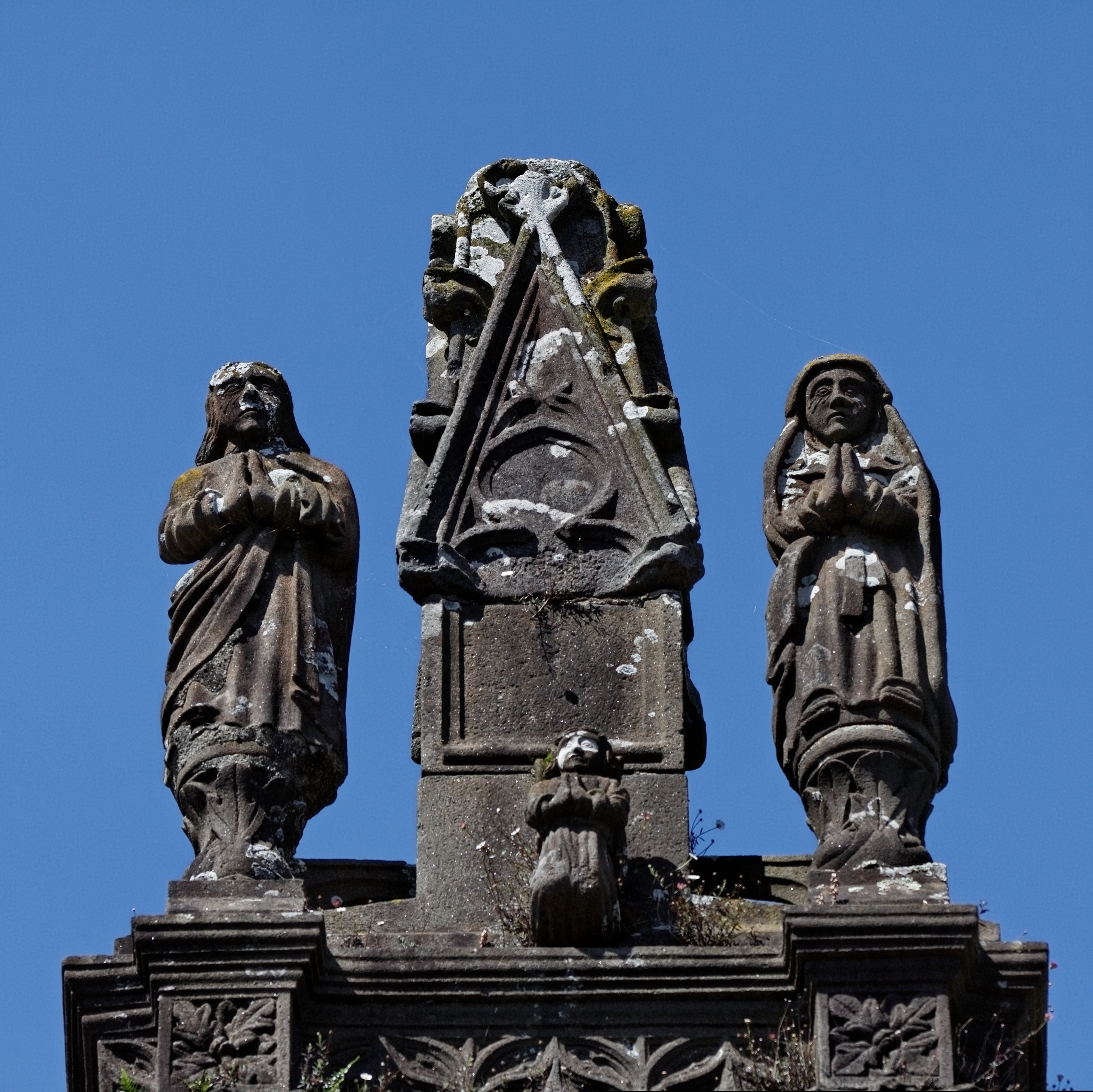
Particolare degli esterni della chiesa

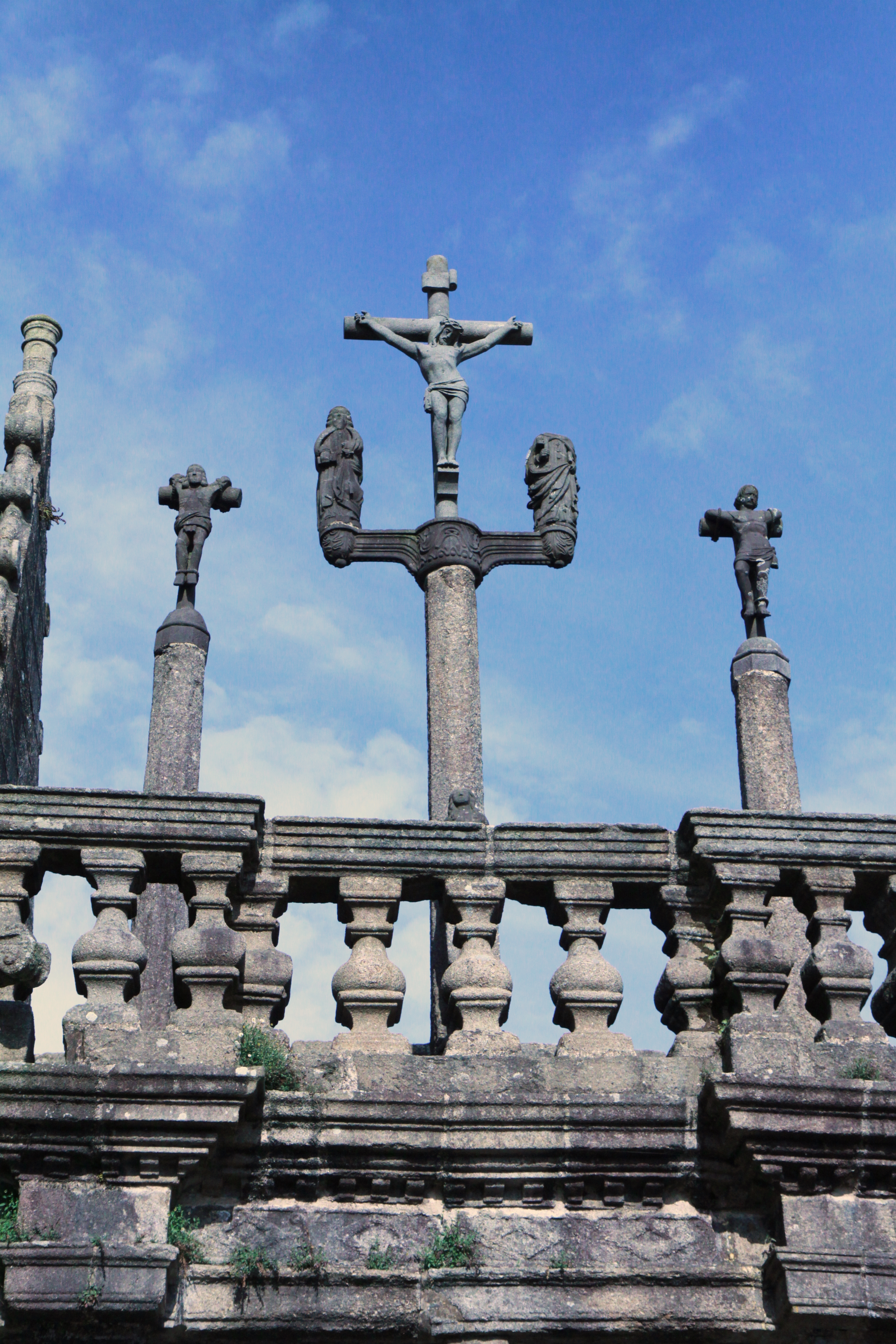
Il calvario del complesso parrocchiale di Lampaul-Guimiliau

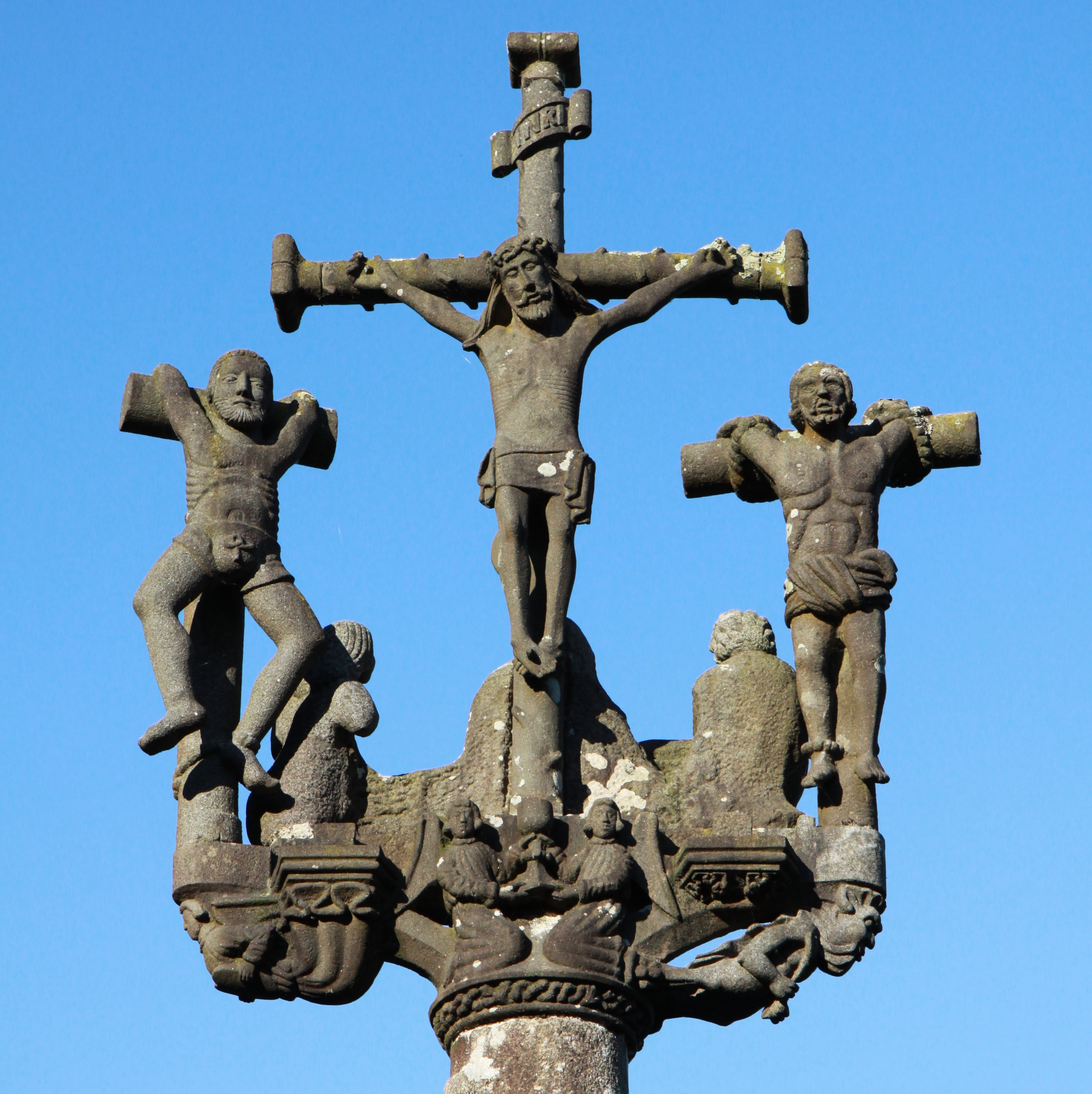
Altra immagine del calvario di Lampaul-Guimiliau

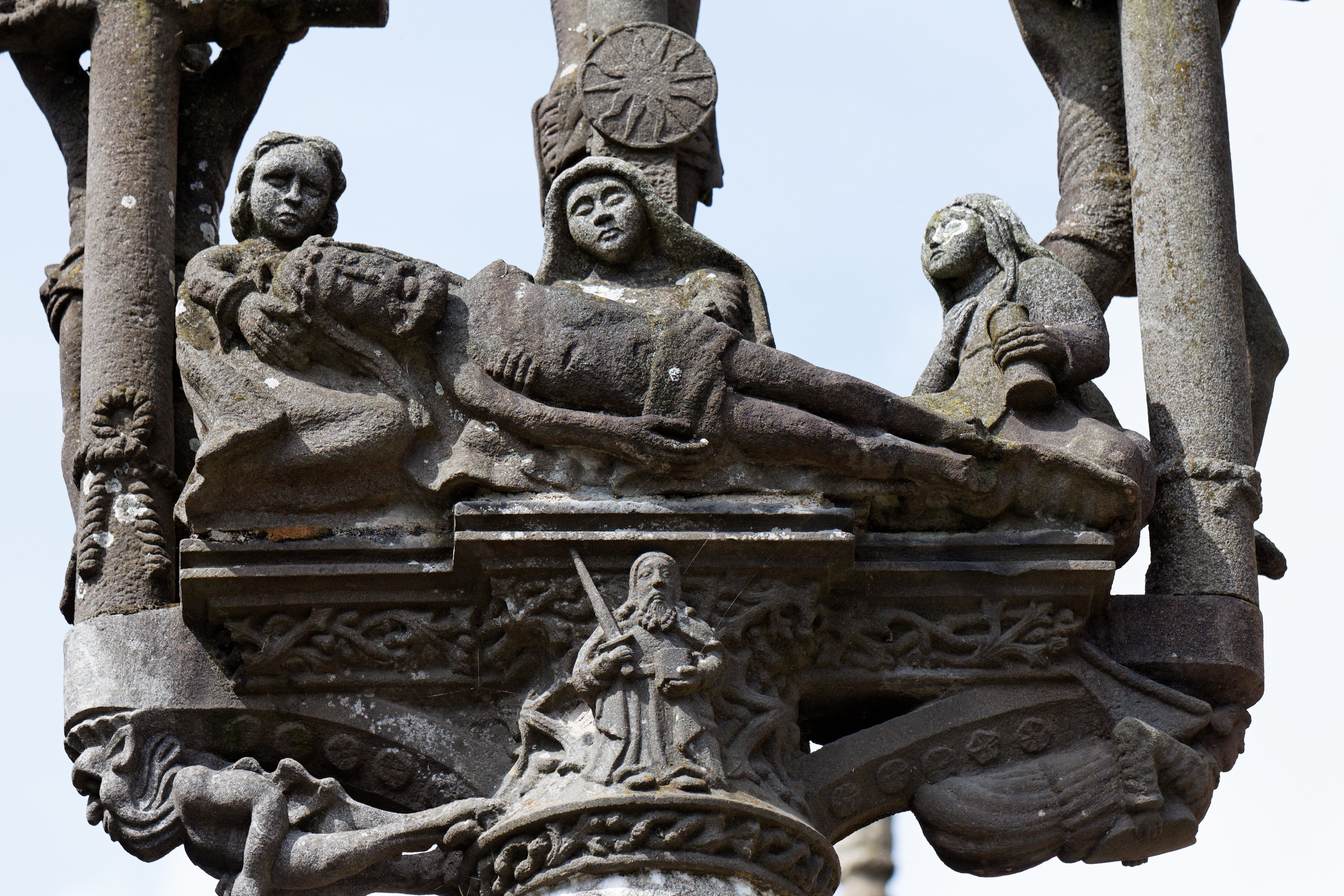
Particolare del calvario di Lampaul-Guimiliau

Il complesso (o recinto) parrocchiale di Lampaul-Guimiliau (in francese: Enclos paroissial de Lampaul-Guimiliau) è un tipico complesso parrocchiale (enclos paroissial) bretone, che si trova nella località di Lampaul-Guimiliau, nel dipartimento del Finistère e che è stato realizzato in gran parte tra il XVI e il XVII secolo
Gran parte degli elementi dell'enclos, come la chiesa di Notre-Dame, sono classificati come monumento storico.

## Porta trionfale
La porta trionfale del complesso parrocchiale di Lampaul-Guimiliau fu realizzata nel 1668-1669.
La struttura è sormontata da tre croci.

## Chiesa

### Esterni

#### Portico
Il portico, realizzato in kersantite e in stile gotico, risale al 1533.
È decorato con statue raffiguranti San Michele, San Paolo, la Vergine Maria e San Giovanni.

#### Campanile
Il campanile risale invece al 1573
Era tra i più alti campanili del Finistère fino al 1809, quando fu colpito da un fulmine, che fece crollare la sua parte superiore, riducendo la sua altezza di 18 metri.
|  |

#### Sacrestia
La sacrestia, in stile classico fu aggiunta solamente nel 1679.

### Interni

#### Trave trionfale
All'interno si trova una trave trionfale (poutre de gloire) risalente al XVI secolo e su cui si trova un crocifisso attorniato dalle statue della Vergine Maria e di San Giovanni.
|  |

#### Pulpito
Il pulpito risale al 1759-1760.
Vi sono raffigurati i quattro evangelisti, oltre a Sant'Ambrogio, Sant'Agostino, San Girolamo e San Gregorio.

#### Fonti battesimali
Realizzate in granito intorno al 1650, le fonti battesimali presentano decorazioni di G. Carquain.
|  |

#### Organi
Gli organi della chiesa del complesso parrocchiale di Lampaul-Guimiliau presentano decorazioni ad opera di G. Bras.

#### Pala d'altare di Sant'Anna
La pala d'altare di Sant'Anna fu realizzata nel XVII secolo da G. Carquain.

#### Deposizione di Cristo
La scultura raffigurante la sepoltura di Cristo, fu realizzata in tufo  nel 1676  e si trovava originariamente nella cappella funeraria.
Sono riconoscibili, da sinistra a destra, le sculture raffiguranti Giuseppe d'Arimatea, Nicodemo, Gamaliel, la Vergine Maria, San Giovanni, Maria Maddalena, Maria (madre di Giacomo) e Salomé.
|  |  |

## Calvario
A differenza di altri complessi parrocchiali del genere, a Lampaul-Guimiliau non è stato realizzato un calvario monumentale, bensì un calvario piuttosto semplice e tradizionale, con Cristo in croce con ai suoi lati i due ladroni e sotto alcuni angeli.
La scultura, realizzata in kersantite e che poggia su una base ottagonale, risale al XV-XVI secolo.
|  |  |

## Cappella funeraria
La cappella funeraria del complesso parrocchiale di Lampaul-Guimiliau fu realizzata in stile rinascimentale nel 1667 da G. Kerlezroux e completata nel 1669.
Sopra l'ingresso si trova l'iscrizione "Memento mori"
All'interno della cappella si trova una pala d'altare raffigurante la Resurrezione di Cristo.  Vi si trovano inoltre le statue di San Paolo con il drago, San Rocco e San Sebastiano.